# Friedrich Albin Hoffmann
Pour les articles homonymes, voir Hoffmann.
Friedrich Albin Hoffmann, né le 13 novembre 1843 à Ruhrort et mort le 13 novembre 1924 à Leipzig, est un anatomiste et interniste allemand.

## Biographie
Né d'un père architecte il étudie la médecine de 1864 à 1869, à Berlin, Tübingen et Wurtzbourg. Diplômé en 1868, il est assistant de Friedrich Theodor von Frerichs dans le premier service de médecine clinique de l'université de Berlin. Ayant pris part à la guerre franco-allemande de 1870, il accède à l'agrégation en 1872, en pathologie spécialisée et thérapeutique. En 1874, il est appelé à enseigner à l'université de Dorpat. En 1877, lors de la dixième guerre russo-turque, il dirige une unité sanitaire et siège au grand Conseil de Russie. En 1886 il devient titulaire, à Leipzig, d'une chaire d'enseignement, qu'il occupe jusqu'en 1920, ayant également pris la succession d'Adolf Strümpell au poste de directeur de la policlinique de médecine. Durant son mandat, Hoffmann réussit à l'agrandir considérablement et en fait l'une des plus importantes policliniques d'Allemagne.
Sa carrière scientifique se déroule pour l'essentiel dans le laboratoire de Rudolf Virchow. Utilisant la technique de microscopie intravitale (en), et conjointement avec Paul Langerhans il découvre, en 1869, l'affinité de divers tissus pour le cinabre administré par voie intraveineuse, fournissant ainsi à Ludwig Aschoff (de) les bases de sa description du système réticulo-endothélial. Plus tard, Hoffmann s'intéresse surtout à l'histologie des maladies des bronches, du médiastin et du sang, ainsi qu'aux troubles du métabolisme, se distinguant d'autre part par ses talents de diagnosticien. Étant l'un des premiers professeurs ordinaires d'Allemagne, il impose la radiologie à Leipzig. À côté de ses manuels d'enseignement qui font autorité, il est abondamment cité dans la controverse sur la « névrose traumatique » (identifiée par Hermann Oppenheim), car il est l'un des premiers à établir l'existence d'une relation entre cette affection et les avantages offerts par l'assurance-accidents. Enfin, sous son influence, la diététique s'affirme comme traitement à part entière :
« Il ne fait aucun doute que l'art de la guérison réside principalement dans un mode de vie et de nutrition adéquats, et qu'en dehors de ce remède principal et fondamental, toutes les autres thérapies ne peuvent venir qu'en seconde ligne. Dans tous les cas difficiles, le praticien se tournera vers l'art de la guérison par la diététique, ce qui conviendra d'autant mieux au malade, que le médecin y aura recours rapidement et que le patient se rendra compte que la prescription la plus précieuse lui est donnée sous la forme apparemment la plus simple. »
[« Es ist unzweifelhaft, dass die Kunst der Heilung vorzüglich in der richtigen Gestaltung der Lebensweise und Ernährung ihre Erfüllung findet und dass neben diesem Haupt- und Grundmittel alle andere Therapie nur erst in zweiter Linie zu setzen ist. In allen schwierigen Fällen wendet sich der praktische Arzt an die diätetische Heilkunst und umso besser für den Kranken, je früher sich der Arzt an sie wendet und je eher der Kranke selbst erkennt, dass ihm hier in der scheinbar einfachsten Form die wertvollste Verordnung zuteil wird.
Friedrich Albin Hoffmann: Diätetische Kuren (1903) »]
Son fils est le physiologiste Paul Hoffmann (1884-1962).

## Travaux
- (de) avec Carl Alfred Bock: Experimental-Studien über Diabetes. Berlin 1874.
- (de) Betrachtungen über absolute Milchdiät. Berlin 1884.
- (de) Lehrbuch der Constitutionskrankheiten. Stuttgart 1893.
- (de) Erkrankungen des Mediastinums. Wien 1896.
- (de) Die Reichsversicherungsordnung nach der Vorlesung über soziale Medizin für Juristen und Ärzte. Leipzig 1921.